# 边佳兰自救联盟
边佳兰自救联盟是一支由马来西亚柔佛州哥打丁宜县边佳兰境内多个非政府组织组成的团体，总部设于四湾岛。联盟的成立，主要是反对边佳兰炼油及石化综合计划，并为当地人民争取他们的权益。

## 组织
联盟目前由6个非政府组织组成，它们是《边佳兰居民行动委员会》、《愤怒龙虾自救会》(英語：Angry Lobster)、《边佳兰自救会》（英語：Save Our Pengerang,简称SOP）、《关心边佳兰》、《人民投诉中心》（简称PAR）和《土地尾端之友》（简称 SUJUD）。联盟目前由一个9人委员会组成，成员来自前述6个组织。此外，联盟并未设有会员制，任何公众人士或组织如果认同联盟理念，皆可参与联盟的活动。边佳兰自救联盟并非马来西亚社团注册局属下所注册的非政府组织，为了透明化管理组织经费及公众资助款项，联盟已在2012年8月2日注册一家商业公司，公司商号是「边佳兰联合管理公司」。

## 主张
永续产业
拒绝短暂经济效益之工业政策，发展让在地居民受惠的永续性行业。
生存权益
拒绝强制征地及罔顾在地居民往后生计之不合理政策。 
文史价值
无条件保留先贤遗墓，捍卫我国百年开荒史，及文化遗产的完整性。 
环境保护
拒绝有毒工业、保护海洋生态、保护红树林，为下一代留下健康的居住环境。 
详细环评听证会
要求国会召开公正与透明的详细环评听证会；要求聘请有声望与独立的环境稽查单位，重新对边佳兰炼油及石化综合计划进行全面环境评估。 
立法严控PM2.5污染
要求政府将PM2.5纳入《1978年环境素质（清净空气）条律》。 
公众表决
要求国会立法通过公投法案，允许全国人民对边佳兰炼油及石化综合发展计划的去留进行投票表决。 
立法制止滥用486号法令
要求国会修正《1960年土地征用法令》（486号法令）第3条1款C项，制止官商勾结，滥用此法令谋取私利。

## 简介

### 缘起
2012年4月21日，边佳兰一名社运人士秘书阿兹哈位于四湾岛的餐馆被泼红漆，导致原本平静的渔村不安宁，同时也导致村内的反石化运动份子信心动摇。两天后，马来西亚伊斯兰党柔佛州青年团团长苏海山认为应该结合在边佳兰地区零散的社会运动势力，以巩固力量，加强抗争的信念。苏海山在向边佳兰境内的各非政府组织成员提出此概念后，马上获得大部分人的认同。

### 成立过程
2012年5月1日，7个非政府组织代表在边佳兰头湾培正华小大礼堂举行会议，这7个组织是《边佳兰居民委员会》、《边佳兰居民行动委员会》、《愤怒龙虾自救会》(英語：Angry Lobster)、《边佳兰自救会》（英語：Save Our Pengerang,简称SOP）、《关心边佳兰》、《人民投诉中心》（简称PAR）和《土地尾端之友》（简称 SUJUD）。在会议中，各组织代表同意联合起来，称为《停止RAPID工程》联盟（英語：STOP RAPID），联盟主席是《关心边佳兰》组织主席阿妮丝。
联盟成立后并未即刻对外公布，直至2012年5月5日的人民土地集会中，才正式向媒体发表有关联盟的成立。
在2012年5月13日当日，柔佛州苏丹依布拉欣·依斯迈在出席位于边佳兰七湾的迁村新地点的模范屋推展仪式时表示：「遗憾一些团体煽动居民反对边佳兰国油炼油及石化综合计划，殿下希望居民把眼光放远，因为居民最终將在这计划下受惠。」由于柔佛州苏丹的这项言论，联盟认为这会导致当地巫裔误解联盟的这项反对石化工业运动带有反皇室动机，有鉴于此，联盟决议在运动中去除「反对RAPID」一词。联盟在2012年5月23日召开记者会，向媒体宣布举行「反灭村：雷劈行动1.0」大集会时公布联盟正式易名《边佳兰自救联盟》，此名称一直沿用至今。

### 成员退出
2012年5月16日，《停止工程，保留我们的家园─边加兰》面子书专页发表贴文，指《边佳兰居民委员会》已递上请辞信，退出联盟。此消息较后在媒体与《边佳兰居民委员会》主席夏恭亷的电话访谈中获得证实。根据《停止工程，保留我们的家园─边加兰》面子书专页的贴文内容表示，《边佳兰居民委员会》是由马华党员操控，委员会成员因担心被国阵，尤其巫统事后清算，要求退出联盟。夏恭亷在对媒体电访时则表示，太多有身分的人牵涉在联盟中，不少巫裔成员因此退却。他认为少了巫裔的帮助，局面將大不相同，但不论结果如何，他表示將继续支持联盟的运动。

## 运动

### 反灭村：雷劈行动1.0
联盟成立后，听闻首相纳吉·阿都拉萨将在2012年5月13日下访边加兰，于是计划提前一日举行一场请愿活动以对当局施压。这场活动名为「停止RAPID计划」或「停止边佳兰炼油及石化综合开发计划」（英語：STOP RAPID）。可是基于基於技术上问题，这项示威活动抵触了《2012年和平集会法令》9（1）款所阐明的：「举办和平集会单位必须在30天以前通知警方」的条件，联盟决定推迟这场和平示威行动。的举行。
2012年5月23日，联盟再次召开记者会，宣布即将在3天后举行一场示威活动，名为「反灭村：雷劈行动」大集会，集会口号是「活人走投无路，死人死不瞑目」。这场示威活动在2012年5月26日下午2时，于边佳兰公正党党所（现已成为联盟办事处）前举行，活动吸引了大约300至500人出席

### 隆雪华堂访问边佳兰
2012年6月15日及16日，吉隆坡暨雪兰莪中华大会堂会长陈友信、副主席谢春荣、大马行动方略（英語：Coalition on Plan of Action for Malaysia）华人义山管理转型委员戴炳煌受联盟邀请，前往边佳兰视察当地华人义山。在16日当天下午，由《边佳兰居民委员会》发起的「反徵收义山墓地村民大会」在边佳兰头湾培正华小大礼堂举行。因此，众人也顺道参与该项村民大会，并于当地民众交流。当活动进行一半时，《愤怒龙虾自救会》负责人王天华率领约20名家族人士，將日前刚挖出的其曾祖母周秀锦的墓碑搬至现场，请求陈友信等眾人协助討回公道。在大会中，逾500名村民举手表决一致通过，华人义山、华小、神庙及村庄一概不搬迁。

### 龙虾女孩勇闯国会
民主行动党峇吉里区国会议员余德华在2012年6月25日率边《佳兰自救联盟》领袖到马来西亚国会，遇上巫统边佳兰区国会议员拿督斯里阿莎丽娜，双方针对边佳兰石化工业综合计划（RAPID）课题针锋相对，並先后在国会走廊召开新闻发佈会，互相指责对方，更差点在国会走廊掀骂战，阿莎丽娜过后在保鏢护航下离开。《边佳兰华人义山联合会》筹委会委员之一沈茂山带著女儿沈贝霓，穿著「愤怒龙虾」服装到国会大厦，倾诉因石化计划，导致家族三代墓地受影响，其女儿更泪洒国会，恳求政府聆听居民心声。

### 隆雪华堂携6台湾环保份子访问边佳兰
隆雪华堂会长陈友信于2012年7月24日及25日，二度率众再次下访边佳兰，此行的目的是延续2012年6月15日及16日首次访问后的后续跟进工作。随同下访的也包括该华堂属下的社会经济委员会主席李英维和该华堂助理秘书谢伟伦。陈会长也兑现了他首次访问边佳兰时提出有关邀请台湾著名环保人士前往边佳兰考察的献议，邀请6名来自台湾的环保人士随团亲临边佳兰进行实地考察。